# قائمة خربشات جوجل في 2013
خربشة جوجل هي نسخة فنية من شعار جوجل. وتوضع في موقع جوجل للاحتفال بحدث أو شخصية ما.

## يناير
- 1 يناير: إحتفل محرك قوقل بمناسبة رأس السنة الميلادية كعادته عن طريق تغيير الشعار الرسمي برسومات تعبر عن المناسبة.[1]

## فبراير
- 6 فبراير: خربشة غوغل لعالمة الآثار والإناسة البريطانية ماري ليكي وهي تنقّب عن الآثار بالاستعانة بأدوات تنقيب ووراءها كلبان بمناسبة الذكرى الـ 100 لميلادها في نطاقات جوجل حول العالم.[2]
- 14 فبراير: خربشة جوجل لعجلتين دوارتين ولقلوب حمراء بمناسبة الذكرى الـ154 لميلاد مخترع العجلة الدوارة المهندس الميكانيكي الأمريكي جورج فيريس وبمناسبة عيد الحب.[3]
- 18 فبراير: خربشة جوجل للعالم الفارسي المسلم نصير الدين الطوسي ممسكا بأسطرلاب وأمامه طاولة فوقها كرة أرضية وفوق السجاد الذي يفترشه كتاب فيه دوائر فوقه بركار ووراءه مقراب بمناسبة الذكرى الـ812 لميلاده في نطاقات جوجل في الدول العربية.[4]
- 19 فبراير: خربشة جوجل لسبع كواكب من بينهم كوكب الأرض وهم يدورون حول الشمس بمناسبة الذكرى الـ540 لميلاد عالم الفلك البولندي نيكولاس كوبرنيكوس صاحب نظرية دوران الأرض حول الشمس في نطاقات جوجل حول العالم.[5]

## مارس
- 21 مارس: خربشة جوجل لبنتان وولد يقدمون لأمهم طبق كعك بمناسبة عيد الأم في العالم العربي وذلك في نطاقات جوجل في الدول العربية.[6]

## أبريل
- 2 أبريل: خربشة جوجل ليرقات وفراشات وحرباء بمناسبة الذكرى الـ366 لميلاد عالمة الحشرات السويسرية ماريا سيبيلا ماريان في نطاقات جوجل حول العالم.[7]

## مايو
- 1 مايو 2013: خربشة جوجل لأربعة عمال وهم عامل طلاء يقوم بالدهن وبستاني يرش شجرة وسكرتيرة ترقن على لوحة مفاتيح حاسوب وميكانيكية تمسك بمفك براغي كبير وشخص يطوف بمروحية بمناسبة الاحتفال بعيد العمال، في نطاقات جوجل حول العالم.[8]

## يونيو
- 16 يونيو: خربشة جوجل لآباء مختلفين صحبة أبنائهم بمناسبة الاحتفال بعيد الأب في نطاقات جوجل حول العالم.

## يوليو
- 12 يوليو: خربشة جوجل للفزيولوجي الفرنسي كلود برنار بمناسبة الذكرى الـ200 لميلاده في نطاق جوجل فرنسا.
- 14 يوليو: خربشة جوجل لعدة طائرات حربية تحلق في السماء بمناسبة العيد الوطني لفرنسا في نطاق جوجل فرنسا.
- 15 يوليو: خربشة جوجل للوحة تمثل صورة شخصية للرسام الهولندي رامبرانت فان راين رسمها بنفسه بمناسبة الذكرى الـ407 لميلاده في نطاقات جوجل حول العالم.[9]
- 22 يوليو: خربشة جوجل للمغنية الجزائرية وردة الجزائرية وهي تغني وأمامها مصدح بمناسبة الذكرى الـ74 لميلادها في نطاقات جوجل في الدول العربية.[10]
- 25 يوليو: خربشة جوجل لثلاثة أعلام تونسية وألعاب نارية ومبان على الطراز المعماري التقليدي التونسي في السماء بمناسبة يوم إعلان الجمهورية التونسية في نطاق جوجل تونس.[11]
- 25 يوليو: خربشة جوجل لصبغيات وخليتان ومحوري حمض نووي بمناسبة الذكرى الـ93 لميلاد عالمة الفيزياء الكيميائية البريطانية روزاليند فرانكلين في نطاقات جوجل حول العالم ما عدا جوجل تونس.[12]

## أغسطس
- 12 أغسطس: خربشة جوجل لقطّين يخرجان من صندوق ومعادلتان رياضيتان بمناسبة الذكرى الـ126 لميلاد الفيزيائي النمساوي إرفين شرودنغر في نطاقات جوجل حول العالم.[13]
- 22 أغسطس: خربشة جوجل لتحريك للمقطوعة الموسيقية ضوء القمر بمناسبة الذكرى الـ151 لميلاد الملحن الفرنسي كلود ديبوسي في نطاقات جوجل حول العالم.[14]

## أكتوبر
- 22 أكتوبر:إحتفل محرك البحث جوجل بذكري ميلاد«اندريه جاك غارنوران» صاحب أول قفزة بالمظلة.[15]

## سبتمبر
- 23 سبتمبر:شارك موقع البحث الشهير (جوجل)، باليوم الوطني الثالث والثمانين للمملكة العربية السعودية، بوضع شعار خاص على صفحتها الرئيسة للمتصفحين من السعودية.[16]

## نوفمبر
- 4 نوفمبر: خربشة جوجل لآلة حاسبة بمناسبة الذكرى الـ84 لميلاد عالمة الرياضيات الهندية شاكونتالا ديفى في نطاقات جوجل حول العالم.[17]
- 5 نوفمبر: خربشة جوجل لقاطرات جي جي1 وأس-1 GG1 وS-1 التابعة لسكة حديد بنسيلفانيا بمناسبة الذكرى الـ120 لميلاد المصمم الصناعي الفرنسي الأمريكي ريموند لوي في نطاقات جوجل حول العالم.[18]
- 8 نوفمبر: خربشة جوجل لرسوم بمناسبة الذكرى الـ129 لميلاد الطبيب النفسي السويسري هرمان رورشاخ في نطاقات جوجل حول العالم.[19]
- 20 نوفمبر: خربشة جوجل لخمسة عشر ولدا من إثنيات مختلفة بمناسبة الاحتفال بعيد الطفولة في نطاقات جوجل حول العالم.[20]
- 22 نوفمبر: خربشة جوجل لشخصيات من مسلسل دكتور هو بمناسبة الذكرى الـ50 لإطلاقه في نطاقات جوجل حول العالم.
- 28 نوفمبر: خربشة جوجل لشعار أكسبو دبي 2020 بمناسبة حصول دبي على استضافة إكسبو 2020 في نطاق جوجل الإمارات.[21]
- 28 نوفمبر: خربشة غوغل لرسوم بمناسبة الذكرى ال105 لميلاد عالم الاجتماع الفرنسي كلود ليفي ستروس في نطاقات غوغل حول العالم.

## ديسمبر
- 2 ديسمبر: خربشة جوجل لمغنية الأوبرا اليونانية الأمريكية ماريا كالاس في ذكرى ولادتها التسعين بوضع صورة لها وهي تغني في الأوبرا في نطاقات جوجل حول العالم.
- 2 ديسمبر: خربشة جوجل لعلم طويل في شكل شريط بمناسبة الاحتفال بالعيد الوطني الإماراتي الثاني والأربعون وذلك في نطاق جوجل الإمارات.[22]
- 27 ديسمبر: خربشة جوجل لصورة يوهانس كيبلر ووراءه شمس ويطوف حوله كوكب أزرق بمناسبة الذكرى الـ442 لميلاد علم الفلك الألماني يوهان كيبلر الذي وضع قوانين تصف حركة الكواكب بعد اعتماد فكرة الدوران حول الشمس كمركز لمجموعة الكواكب من قبل كوبرنيكوس وجاليلي في نطاقات جوجل حول العالم[23]